# 3896 Pordenone
3896 Pordenone (1987 WB) là một tiểu hành tinh vành đai chính được phát hiện ngày 18 tháng 11 năm 1987 bởi J. M. Baur ở Chions.